# Humaria
Humaria es un género de hongos de la familia Pyronemataceae. Los cuerpos fructíferos tienen forma de copa; el género posee una amplia distribución en zonas del norte de clima templado, y contiene 16 especies. El género fue circunscrito por Karl Wilhelm Gottlieb Leopold Fuckel en 1870.

## Especies
- Humaria aurantia
- Humaria haemastigma
- Humaria hemisphaerica
- Humaria irregularis
- Humaria menieri
- Humaria novozeelandica
- Humaria ollaris
- Humaria solsequia
- Humaria stromella
- Humaria velenovskyi
- Humaria violascens